# Campylophyllum
Campylophyllum és un gènere de molses de la família de les hipnàcies, tot i que alguns autor la consideren de la família de les Amblistegiàcies. Conté 7 espècies, la majoria natives de zones temperades de l'hemisferi nord, dues de les quals autòctones dels Paisos Catalans.

## Descripció
Les espècies del gènere Campylophyllum són plantes petites o menudes, de color verd, groguenc o marró. Els seus caulidis irregularment ramificades o bé pinnades. No presenten hialoderma; els rizoides són ramificats i poc papil·lonats, presents als caulidis i a les insercions dels fil·lidis que rarament formen toment (recobriment d'abundants rizoides). Els fil·lidis caulinars són recurrents o esquarrosos, de forma ovada o triangular, de base cordada i de fins a 1 mm. de llargada; el marge és pla o lleugerament recorbat; l'àpex acuminat, acanalat i de marge denticulat o enter; el nervi és doble i molt curt o inclús absent. Cèl·lules alars diferenciades, petites, formant una regió ben delimitada (o no), quadrades, isodiamètriques, oblonges o àmpliament ovades, al llarg del marge; cèl·lules de la làmina allargades o allargades-hexagonals a lineals; marge uniestratificat. Són plantes monoiques i autoiques, és a dir que tenen els arqueogonis i els anteridis en rametes separades sobre la mateixa planta. La càpsula és més o menys horitzontal, cilíndrica i corbada. Espores de 8-18 (més rarament fins a 21) µm de diàmetre.

Creix sobre roca o sòls bàsics secs o humits i menys freqüentment sobre substrats orgànics.

## Sistemàtica
El gènere conté set espècies acceptades:
- Campylophyllum calcareum: autòctona d'Europa[6] i Catalunya.[4]
- Campylophyllum creperum: autòctona del sud d'Àsia.[7]
- Campylophyllum halleri: semicosmopolita, present a l'hemisferi nord[8][9] (incloent Catalunya).[4]
- Campylophyllum hispidulum: autòctona de l'Amèrica del Nord i Àsia de l'est.[10]
- Campylophyllum lacerulum: autòctona del sud d'Àsia.[7]
- Campylophyllum quisqueyanum: autòctona de l'Amèrica Central.[7]
- Campylophyllum sommerfeltii: Semicosmopolita, present a Euràsia, Amèrica del Nord (incloent Groenlandia), Amèrica central i el nord d'Amèrica del Sud.[11]